# Carolus-Duran
Charles Auguste Émile Durand (Lille, 4 de julho de 1837 — Paris, 17 de fevereiro de 1917), dito Carolus-Duran, foi um pintor francês.
Pintou um quadro da Rainha D. Maria Pia, em exposição no Palácio da Ajuda.

## Biografia
Ele era filho de um dono de hotel. As primeiras aulas de desenho dele foram realizadas com um escultor local chamado Augustin-Phidias Cadet de Beaupré (1800-?) na Académie de Lille; ele então teve aulas de pinturas com François Souchon, um aluno de Jacques Louis David. O artista foi a Paris em 1853, onde ele começou de fato a utilizar o nome "Carolus-Duran". Em 1859, ele teve sua primeira exibição no Salon de Paris. No mesmo ano, ele começou a frequentar a Académie Suisse, onde ele estudou até 1861. Uma de suas primeiras influências foi o realismo de Gustave Courbet.
De 1862 até 1866, ele viajou a Roma e Espanha, graças a uma bolsa de estudo concedida pela sua cidade natal. Durante essa época, ele se distanciou do estilo de Courbet e se tornou mais interessado em Diego Vélazquez. Ao retorno a França, ele recebeu sua primeira medalha de ouro no Salon de Paris.
Em 1867, ele se tornou um dos nove membros da "Société Japonaise du Jinglar" (um tipo de vinho); um grupo que incluía Henri Fantin-Latour, Félix Bracquemond e Marc-Louis Solon. Eles se reuniam uma vez por mês em Sèvres para um jantar "à la Japonaise".
Ele se casou com Pauline Croizette, uma pastelista e pintora de retratos em miniatura, que posou para a pintura dele, "The Lady in Gloves", em 1869. Eles tiveram três filhos. A filha mais velha, Marie-Anne, se casou com o dramaturgo Georges Feydeau.
Após 1870, Carolus-Duran se dedicou quase que exclusivamente a retratos. O sucesso permitiu que ele abrisse um estúdio no Boulevard du Montparnasse, onde ele também dava aulas de pintura. Ele foi nomeado Cavaleiro pela Ordem Nacional da Legião de Honra em 1872; sendo promovido para Oficial em 1878, Comendador em 1889 e Grande Oficial em 1900.
Em 1889 e 1900 ele atuou no júri das Expositions Universelles. Em 1890, ele foi um dos cofundadores da Sociedade Nacional de Belas Artes e foi eleito um membro da Académie des Beaux-Arts em 1904. No ano seguinte, ele foi nomeado diretor da Academia da França em Roma, posição que ele ocupou até 1913.

Ele era um visitante frequente de um resort em Fréjus, onde ele possuía uma pequena villa. Após a morte dele, o resort nomeou uma praça e uma praia em homenagem ao artista. 

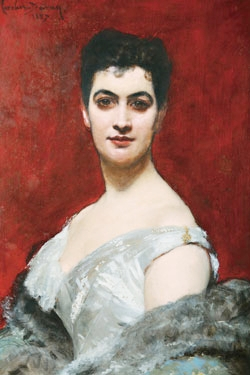
DURAN, Carolus. Paris, 1887. Óleo sobre Tela. "Eufrásia Teixeira Leite". Museu Casa da Hera/Ibram/MinC.

## Pupilos
Eles incluem John Singer Sargent, Ralph Wormeley Curtis, Kenyon Cox. Theodore Robinson, Mariquita Jenny Moberly, Mariette Leslie Cotton, Mary Fairchild MacMonnies Low, Maximilien Luce, James Carroll Beckwith, Will Hicok Low, Paul Helleu, Alexandre Jean Baptiste Brun, Robert Alan Mowbray Stevenson e Ernest Ange Duez. Dos seus 25 alunos mais notáveis, a maioria era inglesa ou estadunidense.

## Pintura de Duran no Brasil
Encontramos uma pintura de Carolus Duran no Museu Casa da Hera, em Vassouras, interior do estado do Rio de Janeiro. Trata-se do retrato da financista Eufrásia Teixeira Leite, uma das maiores fortunas brasileiras que viveu décadas em Paris. A obra, de 1887, foi trazida de volta ao Brasil provavelmente pela própria Eufrásia. Ela aparece com um vestido decotado de noite, em seda clara, envolta por uma estola de pele de arminho. O fundo é vermelho, como em muitos trabalhos de Duran.
Em uma carta Eufrásia escreveu ao seu amado Joaquim Nabuco que havia começado a posar para Carolus Duran: “Passei a semana a mais triste possível, como era absolutamente necessário distrair-me, comecei o meu retrato, o Carolus prometeu-me fazer um chef d’ oeuvre e disse-me que quer perder a reputação que tem, se não for este um dos seus melhores retratos, como pintura, se entende”. O quadro de Eufrásia foi terminado em 1887, como se vê pela data colocada por Duran abaixo de sua assinatura.